# Haji-Tarkhan
Haji-Tarkhan (de vegades Hashtar Khan, Actarxan o Astrakhan, persa: حاجی‌ترخان Hajji-Tarkhan; rus: Астрахань Astracan) fou una ciutat medieval a la vora del Volga, a la riba dreta, a uns 12 km al nord de la moderna Astracan. És esmentada per primer cop el 1333 i en el segle xiv i XV fou un dels principals centres comercials i polítics de la Gran Horda. Fou saquejada per Tamerlà el 1395. Vers 1460/1465 va esdevenir capital del Kanat d'Astracan fundat per Mahmud Khan. El 1547 fou conquerida pel Kanat de Crimea. El 1556 fou assetjada i cremada per Ivan el Terrible.